# Татум, Ченнинг
Че́ннинг Мэ́ттью Та́тум (англ. Channing Matthew Tatum, МФА (амер.) [ˈteɪtəm]; род. 26 апреля 1980, Калмен, Алабама, США) — американский актёр, продюсер и модель.

## Биография

### Ранние годы
Ченнинг Татум родился в небольшом городке Калмен, штат Алабама, в семье работницы авиакомпании Кей Татум и строительного работника Гленна Татума. Имеет ирландские, французские и индейские корни. Когда Ченнингу было шесть лет, семья переехала в штат Миссисипи; он вырос на берегу залива реки Миссисипи в сельской местности. Подрастая, занимался несколькими видами спорта — американским футболом, лёгкой атлетикой, бейсболом и боевыми искусствами, в частности кунг-фу.
Бо́льшую часть юношеских лет Ченнинг провёл в Тампе, Флорида, учась в Gaither High School, затем в частной школе Tampa Catholic High School, где вступил в футбольную команду и по окончании школы в 1998 году получил полную спортивную стипендию для учёбы в Glenville State College в Западной Виргинии, но отказался от неё.
Вернувшись домой, Татум сменил несколько занятий, успев поработать строителем, ипотечным брокером, продавцом в магазинах одежды, помощником в лечебнице для животных и — по сообщению журнала Us Weekly — «экзотическим танцовщиком» в стрип-клубе под именем Чен Кроуфорд. В 2010 году сам актёр рассказал австралийской газете The Sydney Morning Herald, что хотел бы снять фильм об этом своём опыте стриптизёра, а в 2012 году исполнил главную роль в фильме о группе стриптизёров «Супер Майк».
Через некоторое время Ченнинг переехал в Майами, где его заметил на улице кастинг-агент модельной компании.

### Карьера модели
После прослушивания в Орландо Татум впервые снялся в роли танцора в клипе Рикки Мартина на песню «She Bangs», заработав на этом 400 долларов. Свой первый опыт в мире индустрии моды он получил, работая на таких известных клиентов как Giorgio Armani и Abercrombie & Fitch. Первый показ мод для мужского журнала Men’s Health с его участием прошёл в Level Nightclub в Сауз-Бич в Майами в ноябре 2000 года. В 2002 году Ченнинг попробовал себя в съёмках рекламных роликов для Mountain Dew и Pepsi, после чего подписал контракт с модельным агентством Page 305 (Page Parkes Modeling Agency) в Майами и сменил образ, коротко постригшись. В этот же период Татум стал появляться на обложках и страницах журналов Vogue, Citizen K, Contents, Out Magazine и Elegance Magazine, участвуя в рекламных кампаниях Abercrombie & Fitch, Nautica, Dolce & Gabbana, American Eagle Outfitters, Emporio Armani, а также работая по контракту с Beatrice Model Agency (Милан) и Ford Models (Нью-Йорк). В октябре 2001 года Ченнинг Татум попал в список «50 самых красивых лиц» журнала Tear Sheet.
Татум говорит, что модельная карьера помогла ему разобраться со своей жизнью: «Моя жизнь и жизнь моей семьи стала проще, ведь я никогда не знал, чем хочу заняться в будущем, а сейчас мне не приходится об этом беспокоиться — у меня была возможность узнать жизнь, и вскоре я понял, что мне нравится искусство: я люблю писать, играть в кино, люблю делать то, что многое значит для меня. Мне выпал шанс увидеть мир вокруг, а так везёт не всем».

### Актёрская карьера

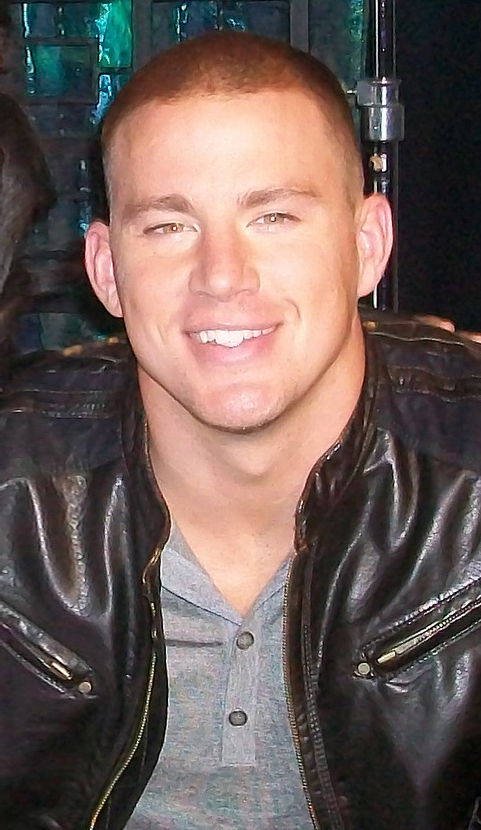
Ченнинг Татум в отеле Four Seasons (Беверли-Хиллз). 2009

Впервые Татум появился на телевидении в 2004 году в эпизодической роли в популярном сериале — «C.S.I.: Место преступления Майами». В 2005 году последовал ряд малозаметных киноролей: эпизод в драме «Тренер Картер» (актёр также появился в клипе рэпера Twista на песню «Hope», вошедшей в саундтрек фильма), юноша в церкви в «Войне миров» Стивена Спилберга (в титрах имя Татума не указано, так как сцена была вырезана из конечной версии картины), байкер в «Суперкроссе», юноша в «Крэйзи». Вскоре Татум решил оставить на время модельный бизнес и всерьёз заняться большим кино. По слухам, именно Татум должен был исполнить роль Чингисхана в эпическом фильме Сергея Бодрова «Монгол», но его заменил актёр Таданобу Асано. Ченнинг также пробовался на роль Гамбита в фильме «Люди Икс: Последняя битва», но вскоре героя убрали из сценария. Именно тогда актёра заметила продюсер блокбастера Лорен Шулер Доннер, пригласившая Татума на главную мужскую роль в молодёжную комедию «Она — мужчина» — вольную экранизацию пьесы Уильяма Шекспира «Двенадцатая ночь», премьера которой состоялась 17 марта 2006 года. «Дюк — это точно я в школе. Я никогда не чувствовал себя уютно в окружении девчонок — либо говорил слишком много, либо наоборот — молчал как рыба», — говорит Татум о своём герое. Аманда Байнс так отзывается о работе с актёром: «Он — невероятно понимающий человек и удивительно талантливый актёр».
В том же 2006 году Татум добился прорыва в своей карьере, получив главную мужскую роль хип-хоп-танцора в молодёжной музыкальной мелодраме «Шаг вперёд», стартовавшей в кинотеатрах США 11 августа 2006 года. Фильм имел оглушительный успех. Затем последовали съёмки в ностальгической драме «Как узнать своих святых», в которой Татум сыграл роль уличного юноши Антонио вместе с Робертом Дауни-младшим, Шайа Лабафом и Дайан Уист. Татум называет роль Антонио своей «первой серьёзной драматической ролью»; на кинофестивале «Сандэнс», где состоялась премьера картины, его исполнение заслужило благоприятные отклики критиков. Также в 2008 году снялся в драме Кимберли Пирс «Война по принуждению» о солдате, вернувшемся с войны в Ираке. В 2009 году вышли успешные фильмы с его участием — «Бой без правил», «Джонни Д.» и «Бросок кобры».
В 2010 вышел фильм «Дорогой Джон», где Татум сыграл солдата по имени Джон, пишущего письма своей возлюбленной, роль которой исполнила Аманда Сейфрид. В следующем году вышли фильмы «Орёл Девятого легиона», «Нокаут» и «Опасный квартал» с его участием.
Вместе с друзьями и женой Дженной Дуан основал компанию 33andOut Productions, где собираются снимать фильмы. Их первый документальный фильм «Стеклянная Земля» (англ. Earth Made of Glass) о президенте Руанды Поле Кагаме и уцелевшем после геноцида Жане-Пьере Сагахуту. Премьера прошла в апреле 2010 года на кинофестивале «Трайбека».
В 2013 году вышел фильм «Штурм Белого дома» с Татумом в главной роли, а также триллер «Побочный эффект».
В 2014 году он снялся вместе со Стивом Кареллом в фильме «Охотник на лис», рассказывающем историю Джона Дюпона, который страдал параноидной шизофренией и убил олимпийского борца Дэйва Шульца, брата персонажа, которого сыграл Татум, который также выиграл олимпийское золото. Татум должен был сняться в роли персонажа Реми Лебо/Гамбита в сольном фильме, действие которого разворачивается во вселенной фильмов «Люди Икс», который он должен был спродюсировать, но фильм был отменён в мае 2019 года.
В июне 2021 года Татум должен был сняться в триллере «Подай знак», режиссёрском дебюте Зои Кравиц. В ноябре 2021 года планировалась съемка драматического фильма совместно с Томом Харди. Татум вернулся в роли Майка Лейна в фильме «Супер Майк: Последний танец» со Стивеном Содербергом в качестве режиссёра, премьера которого должна была состояться на канале HBO Max. Однако, премьера состоялась 10 февраля 2023 года в театральном прокате.

## Личная жизнь

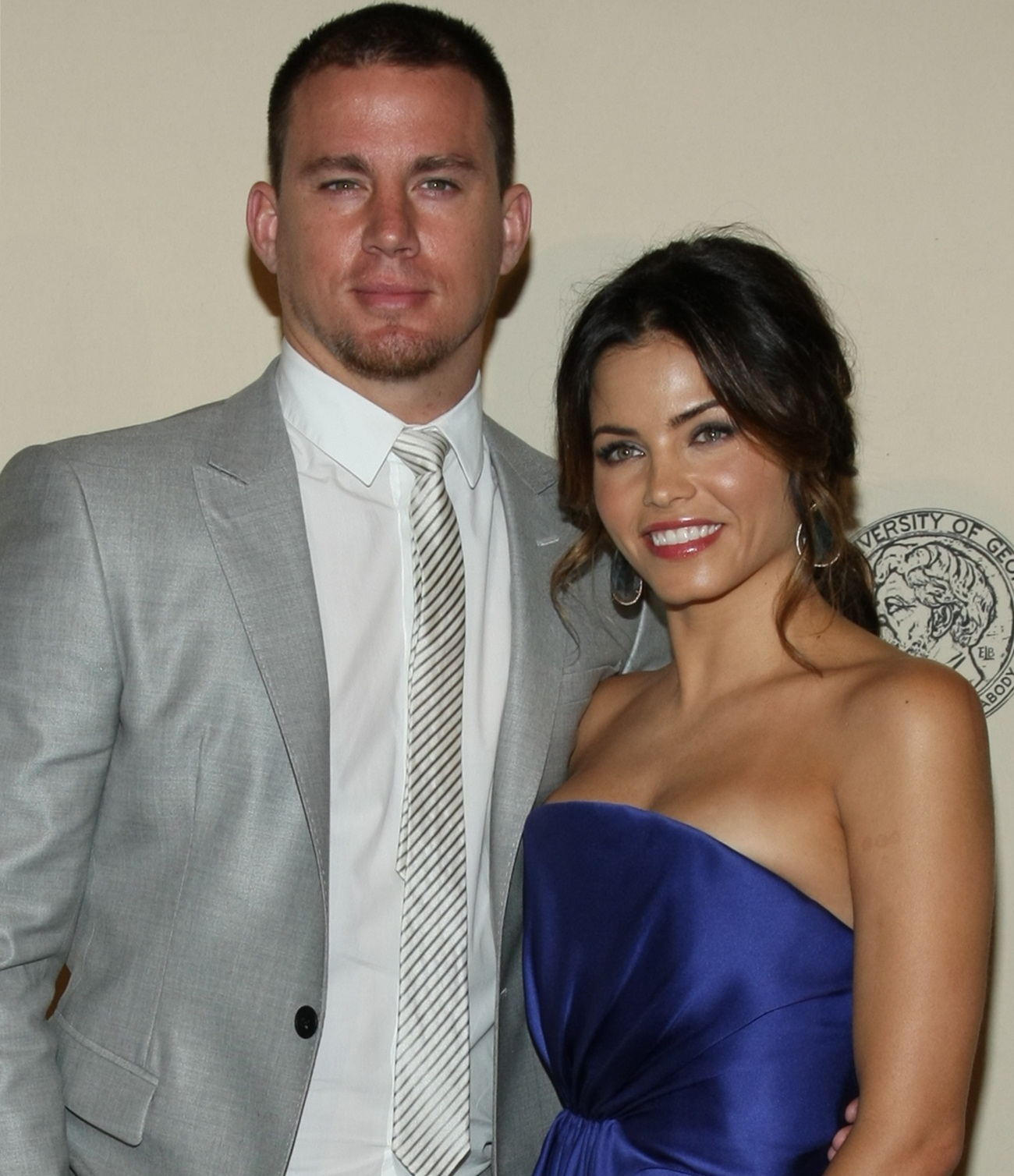
Ченнинг Татум и Дженна Дуан в 2012 году

В 2006 году Татум начал встречаться с партнёршей по фильму «Шаг вперёд», актрисой Дженной Дуан. Они поженились 11 июля 2009 года в Малибу, Калифорния. Их дочь, Эверли Элизабет Мейзел Татум, родилась 31 мая 2013 года в Лондоне. 2 апреля 2018 года пара объявила о разводе.
С 2018 по 2020 год Татум состоял в отношениях с английской певицей Джесси Джей. В 2021 году Татум начал встречаться с Зои Кравиц.
В октябре 2024 года стало известно, что Зои Кравиц и Ченнинг Татум расторгли помолвку.

## Фильмография
| Год  |    | Русское название                             | Оригинальное название              | Роль                         |
| ---- | -- | -------------------------------------------- | ---------------------------------- | ---------------------------- |
| 2004 | с  | C.S.I.: Место преступления Майами            | CSI: Miami                         | Боб Дэвенпор                 |
| 2005 | ф  | Тренер Картер                                | Coach Carter                       | Джейсон Лайл                 |
| 2005 | ф  | Суперкросс                                   | Supercross                         | Роуди Спаркс                 |
| 2005 | ф  | Война миров                                  | War of the Worlds                  | парень в церкви              |
| 2005 | ф  | Крэйзи                                       | Havoc                              | Ник                          |
| 2006 | ф  | Она — мужчина                                | She’s the Man                      | Дюк Орсино                   |
| 2006 | ф  | Шаг вперёд                                   | Step Up                            | Тайлер Гейдж                 |
| 2006 | ф  | Как узнать своих святых                      | A Guide to Recognizing Your Saints | Антонио в молодости          |
| 2007 | ф  | Битва в Сиэтле                               | Battle in Seattle                  | Джонсон                      |
| 2008 | ф  | Шаг вперёд 2: Улицы                          | Step Up 2: The Streets             | Тайлер Гейдж (камео)         |
| 2008 | ф  | Война по принуждению                         | Stop-Loss                          | сержант Стив Шрайвер         |
| 2009 | ф  | Бой без правил                               | Fighting                           | Шон Макартур                 |
| 2009 | ф  | Джонни Д.                                    | Public Enemies                     | Красавчик Флойд              |
| 2009 | ф  | Бросок кобры                                 | G.I. Joe: The Rise of Cobra        | Конрад Хаузер / Дьюк         |
| 2010 | ф  | Дорогой Джон                                 | Dear John                          | Джон Тайри                   |
| 2011 | ф  | Дилемма                                      | The Dilemma                        | Зип                          |
| 2011 | ф  | Опасный квартал                              | Son of No One                      | Джонатан Уайт                |
| 2011 | ф  | Орёл Девятого легиона                        | The Eagle                          | Марк Флавий Аквила           |
| 2011 | ф  | 10 лет спустя                                | Ten Years                          | Джейк Биллс                  |
| 2011 | ф  | Нокаут                                       | Haywire                            | Аарон                        |
| 2012 | ф  | Клятва                                       | The Vow                            | Лео Коллинз                  |
| 2012 | ф  | Мачо и ботан                                 | 21 Jump Street                     | Грег Дженко                  |
| 2012 | ф  | Супер Майк                                   | Magic Mike                         | Супер Майк                   |
| 2013 | ф  | Страсти Дон Жуана                            | Don Jon                            | кинозвезда Коннор (камео)    |
| 2013 | ф  | Побочный эффект                              | Side Effects                       | Мартин Тейлор                |
| 2013 | ф  | G.I. Joe: Бросок кобры 2                     | G.I. Joe: Retaliation              | Конрад Хаузер / Дьюк         |
| 2013 | ф  | Конец света 2013: Апокалипсис по-голливудски | This is The End                    | в роли самого себя           |
| 2013 | ф  | Штурм Белого дома                            | White House Down                   | Джон Кейл                    |
| 2014 | мф | Лего. Фильм                                  | The Lego Movie                     | Кларк Кент / Супермен        |
| 2014 | ф  | Охотник на лис                               | Foxcatcher                         | Марк Шульц                   |
| 2014 | ф  | Мачо и ботан 2                               | 22 Jump Street                     | Грег Дженко                  |
| 2014 | мф | Книга жизни                                  | The Book of Life                   | Хоакин Мондрагон             |
| 2015 | ф  | Восхождение Юпитер                           | Jupiter Ascending                  | Кейн Уайз                    |
| 2015 | ф  | Супер Майк XXL                               | Magic Mike XXL                     | Супер Майк                   |
| 2015 | ф  | Омерзительная восьмёрка                      | The Hateful Eight                  | Джоди Домергу                |
| 2016 | ф  | Да здравствует Цезарь!                       | Hail, Caesar!                      | Бёрт Гарни                   |
| 2017 | мф | Лего Фильм: Бэтмен                           | The Lego Batman Movie              | Кларк Кент / Супермен        |
| 2017 | ф  | Удача Логана                                 | Logan Lucky                        | Джимми Логан                 |
| 2017 | ф  | Kingsman: Золотое кольцо                     | Kingsman: The Golden Circle        | Текила                       |
| 2018 | мф | Смолфут                                      | Smallfoot                          | Миго                         |
| 2019 | мф | Лего. Фильм 2                                | The Lego Movie 2: The Second Part  | Кларк Кент / Супермен        |
| 2021 | мф | Америка: Фильм                               | America: The Motion Picture        | Джордж Вашингтон             |
| 2021 | ф  | Главный герой                                | Free Guy                           | аватар Ревенджамина Баттонса |
| 2022 | ф  | Лулу и Бриггс                                | Dog                                | Бриггс                       |
| 2022 | ф  | Затерянный город                             | The Lost City                      | Алан                         |
| 2022 | ф  | Быстрее пули                                 | Bullet Train                       | пассажир поезда              |
| 2023 | ф  | Супер Майк: Последний танец                  | Magic Mike’s Last Dance            | Супер Майк                   |
| 2024 | ф  | Покажи мне Луну                              | Fly Me to the Moon                 | Коул Дэвис                   |
| 2024 | ф  | Дэдпул и Росомаха                            | Deadpool & Wolverine               | Реми Лебо / Гамбит           |
| 2024 | ф  | Подай знак                                   | Blink Twice                        | Слэйтер Кинг                 |
| 2025 | ф  | Кровельщик                                   | Roofman                            | Джеффри Манчестер            |
| 2026 | ф  | Мстители: Судный день                        | Avengers: Doomsday                 | Реми Лебо / Гамбит           |

## Награды и номинации
| Год  | Премия                   | Номинация                         | Фильм                   | Результат |
| ---- | ------------------------ | --------------------------------- | ----------------------- | --------- |
| 2006 | Independent Spirit Award | Лучшая мужская роль второго плана | Как узнать своих святых | Номинация |
| 2006 | Sundance Film Festival   | Специальный приз жюри             | Как узнать своих святых | Победа    |
| 2006 | Teen Choice Awards       | Мужской прорыв                    | Она — мужчина           | Победа    |
| 2006 | Teen Choice Awards       | Choice Liplock                    | Она — мужчина           | Номинация |
| 2007 | Teen Choice Awards       | Choice Movie Actor: Drama         | Шаг вперёд              | Номинация |
| 2007 | Teen Choice Awards       | Choice Movie: Dance               | Шаг вперёд              | Победа    |
| 2008 | Teen Choice Award        | Лучший драматический актёр        | Война по принуждению    | Победа    |
| 2008 | Teen Choice Award        | Choice Movie Drama                | Шаг вперёд              | Победа    |
| 2008 | Teen Choice Award        | Choice MySpacer                   |                         | Номинация |
| 2009 | Teen Choice Award        | Choice Movie Actor Drama          | Бой без правил          | Номинация |
| 2010 | MTV Movie Award          | Лучшая мужская роль               | Дорогой Джон            | Номинация |
| 2010 | MTV Movie Award          | Best Ass Kicking Star             | Бросок кобры            | Номинация |

### Комментарии
1. ↑  по английскому произношению — Те́йтум
2. ↑  1 эпизод
3. 1 2 3 4 5 6  озвучивание